# 2-е Никольское (Тамбовская область)
2-е Нико́льское, Второникольское — упразднённая в 1975 году деревня в Рассказовском районе Тамбовской области России. Ныне урочище Второникольское на территории муниципального образования Пичерский сельсовет.

## География
2-е Никольское находилось в центральной части региона, в лесостепной зоне, в пределах Тамбовской равнины, на берегах реки Пичера.

### Климат
Климат характеризуется как умеренно континентальный, с относительно жарким летом и холодной продолжительной зимой. Среднегодовая температура воздуха — 5,4 °С. Средняя температура воздуха самого тёплого месяца (июля) — 19,9 °C (абсолютный максимум — 38,4 °С); самого холодного (января) — −10 °C (абсолютный минимум — −36,9 °С). Безморозный период длится 145—155 дней. Длительность вегетационного периода составляет 180—185 дней Среднегодовое количество атмосферных осадков составляет 525 мм, из которых 342 мм выпадает в период с апреля по октябрь. Снежный покров образуется в последней декаде ноября — начале декабря и держится в течение 125—130 дней.

## История
Впервые упоминается в ревизской сказке 1811 года. Указана в списке населённых мест Тамбовской губернии от 1862 года под № 149, отмечена и на карте Менде 1862 года. В епархиальных сведениях 1911 года деревня Второникольская (Гореловка тож) указано количество проживающих, что находилась в 2-х верстах от храма.
Решением исполкома областного совета 11 февраля 1975 года № 91 Ивановка была объединена с деревней 2-е Никольское

## Население
К 1862 году в 53 домах проживали 268 мужчин и 280 женщин. По данным 1911 года — в 65 дворах 406 жителей (мужчин — 200, женщин — 206). В 1926 году — 582 человека, из них мужчин — 272, женщин — 310.,

## Инфраструктура
Личное подсобное хозяйство.

## Транспорт
Просёлочная дорога.